# American Staghound
Der American Staghound ist – je nach Betrachtungsweise – eine Hunderasse oder ein Hybridhund aus den USA. Es handelt sich um einen Gebrauchshund für die Jagd auf größeres Wild. Sein Name setzt sich aus engl. Stag (männlicher Hirsch) und Hound zusammen.

## Herkunft und Geschichtliches

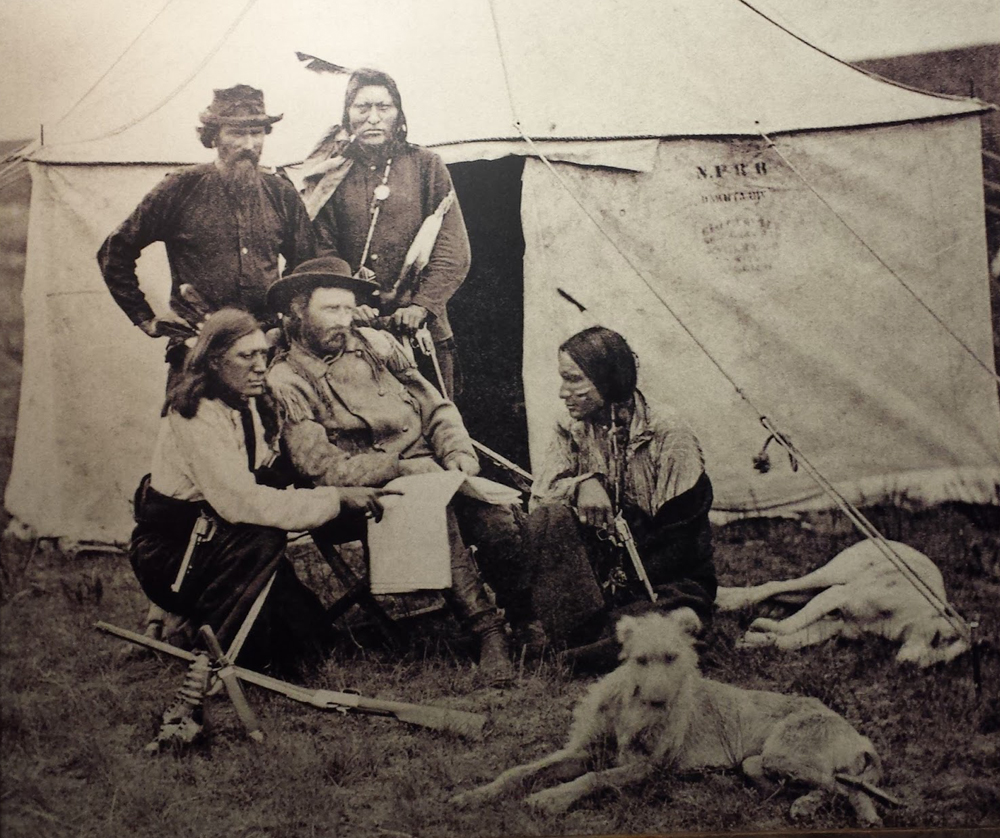
General Custer mit Staghounds

Der American Staghound stammt von Deerhound, Greyhound und Irish Wolfhound ab. Seine Existenz ist spätestens seit dem 18. Jahrhundert nachgewiesen, so hielt beispielsweise der erste Präsident der Vereinigten Staaten, George Washington, drei American Staghounds. Auch General Custer war ein Bewunderer dieser Hunde und hielt eine Meute.

## Beschreibung
Der American Staghound ist ein derber, rauhaariger Windhund. Bei einem Gewicht von 29 bis 45 kg erreicht er eine Widerristhöhe von 63 bis 84 cm und ist in mehreren Farbschlägen vertreten.
Staghounds werden sowohl untereinander verpaart als auch mittels Kreuzung der obigen Windhunderassen immer wieder neu gezüchtet (Longdog). Da der American Staghound von keinem großen Zuchtverband anerkannt wird und eine Anerkennung auch nicht angestrebt wird, ist seine Definition als Rasse umstritten.

## Verwendung
Jagd- und Begleithund